# Chamaerops
Chamaerops L., 1753 è un genere di piante della famiglia delle Arecacee.

## Tassonomia
Il genere comprende attualmente un'unica specie:
- Chamaerops humilis L., la palma nana

Molte specie un tempo attribuite al genere Chamaerops vengono attualmente considerate dei sinonimi di specie di altri generi:
- Chamaerops excelsa Thunb. (= Trachycarpus fortunei (Hook.) H.Wendl. )[2]
- Chamaerops hystrix Pursh (= Rhapidophyllum hystrix (Pursh) H.Wendl. & Drude)
- Chamaerops louisiana Darby (= Sabal minor (Jacq.) Pers. )
- Chamaerops martiana Wall. (= Trachycarpus martianus (Wall.) H.Wendl. )
- Chamaerops ritchiana Griff. (= Nannorrhops ritchiana (Griff.) Aitch. )
- Chamaerops serrulata Michx. (= Serenoa repens (W. Bartram) Small)